# Heterusia morvena
Heterusia morvena är en fjärilsart som beskrevs av Thierry-mieg 1910. Heterusia morvena ingår i släktet Heterusia och familjen mätare. Inga underarter finns listade i Catalogue of Life.